# Forlænget drægtighed
Forlænget drægtighed vil sige at det befrugtede æg først udvikles efter en længere hvilepause. Fænomenet findes hos arter, hvor drægtighedsperioden ellers ville føre til at ungen blev født på et fødemæssigt uhensigtsmæssigt tidspunkt. Hvilepausens ophør sættes normalt i gang af miljøfaktorer såsom solhøjde eller nedbør.
Et eksempel er rådyret, hvor hunnen (råen) parrer sig i august. Derefter har det befrugtede æg et hvilestadium indtil januar hvor det begynder at udvikle sig. Råen føder 1-2 lam i maj-juni.
Mår og kænguru er andre arter med forlænget drægtighed.